# Orden del Árbol de la Quina
La Orden del Árbol de la Quina es una condecoración que concede el Estado Peruano a través del Ministerio del Ambiente a sus ciudadanos y extranjeros residentes en el país por la defensa y promoción de la sostenibilidad ambiental del país. La Orden fue establecida en 2011 a través de la Resolución Ministerial n.° 078-2011-MINAM. Ese mismo año se otorgó por primera vez a Paul McCartney «por su contribución a la generación de una conciencia responsable de cuidado y defensa del medio ambiente».
El árbol de la quina (Cinchona officinalis) es un símbolo nacional y figura en uno de los tres campos del escudo nacional.

## Ediciones

### 2016
- Ronald Woodman[4]

### 2015
- Flavio Bazán Peralta[5]
- María Rostworowski
- Paul Victor Pierret[6]
- Bárbara D’Achille, póstumo

### 2011
- Paul McCartney[7]

### Legislación
- Resolución Ministerial n.° 078-2011-MINAM, Crean Condecoración (Orden del Árbol de la Quina) (12 de abril de 2011).